# 이차 유수 상수
수론에서 이차 유수 상수 또는 이차수체 유수 상수(Quadratic Class Number Constant)는 실수 이차 수체의 평균 수치와 관련하여 보여지는 수학 상수이다.
{\displaystyle Q=\prod _{p}^{p=prime\;number}\left(1-{{1} \over {p^{2}(p+1)}}\right)=0.881513...} (OEIS의 수열 A065465)

## 같이 보기
- 스티븐스 상수
- 쌍둥이 소수 상수

## 참고
- OEIS
- OEIS
- OEIS
- 매스월드